# Oratórios
Oratórios é um município brasileiro do estado de Minas Gerais. Sua população recenseada em 2022 era de 4 917 habitantes.